# Gowork
GoWork.pl – polski serwis pracy z siedzibą przy ul. Wirażowej 124a w Warszawie. Przedsiębiorstwo powstało w 1990 roku, jako firma zajmująca się pośrednictwem pracy na rynki zachodnie.
W roku 2018 wyniki z Megapanel PBI/Gemius wskazały, że portal jest jednym z największych serwisów pracy w Polsce, który miesięcznie odwiedza prawie 2,5 mln osób – lepszy wynik notował wówczas tylko Pracuj.pl. Według danych z końca 2023 i początku 2024 roku GoWork.pl zajął pierwsze miejsce pod względem liczby realnych użytkowników na stronie z liczbą blisko 3,4 mln - wyprzedził tym samym inne polskie portale ofert pracy.
Serwis posiada 14 placówek w 13 największych miastach w Polsce oraz 13 oddziałów szkoły policealnej. Roczne przychody firmy wyniosły w 2018 75 mln zł, a lista pracowników i współpracowników GoWork obejmowała 2300 osób.
W 2005 roku serwis uruchomił forum opinii o pracodawcach, który zgromadził dotychczas (04.2024) ponad 7 mln komentarzy dotyczących warunków pracy w poszczególnych przedsiębiorstwach.

## Przeciwdziałanie mobbingowi
Jako portal wyspecjalizowany w zagadnieniach rynku pracy, GoWork.pl zaangażował się w działania w przestrzeni publicznej, mające na celu przeciwdziałanie mobbingowi i promocję zdrowej atmosfery w miejscu pracy. Główną osią portalu jest dział opinii o firmach, w którym pracownicy i byli pracownicy mają możliwość umieszczania swoich komentarzy na temat pracodawcy, w których oceniają: stawki wynagrodzenia, możliwości awansu, terminowość wypłacanego wynagrodzenia, atmosferę, możliwość rozwoju zawodowego, itp.. GoWork.pl jest największą bazą informacji tego rodzaju w Polsce.
Serwis GoWork.pl wyszedł z inicjatywą „Zero tolerancji dla mobbingu, krzyku, płaczu w firmie”, która oddaje do dyspozycji pracowników i pracodawców narzędzie do dialogu między nimi, a także cenną bazę danych dla dziennikarzy śledczych, szukających potwierdzonych informacji dotyczących mobbingu w firmach.

## Działalność międzynarodowa
W roku 2018 portal rozpoczął działalność międzynarodową pod domeną GoWork.com. W 2018 roku powstała hiszpańska odsłona portalu Gowork, w 2019 roku powstała wersja francuska, natomiast w 2022 roku GoWork oficjalnie wystartował w Niemczech, Wielkiej Brytanii i Włoszech. W każdym z powyższych państw firma rozwija się pod kątem portalu z opiniami pracowników o pracodawcach.

## Działalność oświatowa
Poza działalnością o charakterze rekrutacyjnym, GoWork.pl prowadzi placówki edukacyjne w największych miastach w Polsce, a także kursy i szkolenia - stacjonarne oraz zdalne. 

### Kursy i szkolenia
Organizacja pierwszych kursów i szkoleń miała miejsce w 2005 roku. W chwili obecnej (2024 rok) firma oferuje kształcenie doszkalające w trybie stacjonarnym i zdalnym na 40 kierunkach w zakresie:
- księgowości
- kadr
- informatyki
- dotacji europejskich
- architektury
- HR
- florystyki
- gastronomii
- kulinariów
- logistyki
- języków obcych
- medycyny
- stylizacji[11]

### Szkoły policealne
Pierwsza szkoła policealna została założona w Warszawie w dniu 01.09.2010 r. Szkoła funkcjonuje do dziś przy ulicy Żurawiej, zaś na mapie Polski pojawiły się kolejne placówki. Wg stanu na 2024 rok Gowork ma 16 placówek, w których słuchacze szkolą się w trybach: dzienny, zaoczny, wieczorowy i weekendowy. Szkoły umożliwiają zdobycie praktycznej wiedzy na 35 kierunkach, kształcąc jednocześnie 4000 uczniów i mając już 60 000 absolwentów.
| Nazwa placówki                                                  | Lokalizacja                                    | Rodzaj            | Data założenia | Numer RSPO |
| --------------------------------------------------------------- | ---------------------------------------------- | ----------------- | -------------- | ---------- |
| GoWork.pl Niepubliczna Szkoła Policealna w Krakowie             | ul. Wielopole 18b, 31-072 Kraków               | szkoła policealna | 19.08.2013     | 118960     |
| Szkoła Medyczna GoWork.pl                                       | ul. Żurawia 47/49, 00-680 Warszawa             | szkoła policealna | 04.02.2013     | 108862     |
| Szkoła Medyczna GoWork.pl w Bydgoszczy                          | ul. Zygmunta Krasińskiego 10, 85-008 Bydgoszcz | szkoła policealna | 12.08.2013     | 118752     |
| Szkoła Medyczna GoWork.pl w Poznaniu                            | ul. Święty Marcin 66 lok. 72, 61-807 Poznań    | szkoła policealna | 03.07.2013     | 115635     |
| Szkoła Policealna GoWork.pl                                     | ul. Żurawia 47/49, 00-680 Warszawa             | szkoła policealna | 01.09.2010     | 61614      |
| Szkoła Policealna GoWork.pl w Białymstoku                       | ul. Lipowa 32, 15-428 Białystok                | szkoła policealna | 29.08.2013     | 119144     |
| Szkoła Policealna GoWork.pl w Bydgoszczy                        | ul. Zygmunta Krasińskiego 10, 85-008 Bydgoszcz | szkoła policealna | 20.06.2013     | 115335     |
| Szkoła Policealna GoWork.pl w Katowicach                        | ul. 3 Maja 13, 40-096 Katowice                 | szkoła policealna | 06.03.2013     | 111017     |
| Szkoła Policealna GoWork.pl w Lublinie                          | ul. Przechodnia 4, 20-003 Lublin               | szkoła policealna | 17.06.2013     | 115069     |
| Szkoła Policealna GoWork.pl w Poznaniu                          | ul. Święty Marcin 66 lok. 72, 61-807 Poznań    | szkoła policealna | 03.07.2013     | 115634     |
| Szkoła Policealna GoWork.pl we Wrocławiu                        | ul. Ruska 51B, 50-079 Wrocław                  | szkoła policealna | 15.07.2013     | 18416      |
| Szkoła Policealna Medyczna Dla Dorosłych GoWork.pl w Bydgoszczy | ul. Zygmunta Krasińskiego 10, 85-008 Bydgoszcz | szkoła policealna | 20.06.2013     | 115338     |
| Szkoła Policealna Medyczna GoWork.pl w Lublinie                 | ul. Przechodnia 4, 20-003 Lublin               | szkoła policealna | 17.06.2013     | 115070     |

#### Przykładowe kierunki kształcenia
- Dekorator wnętrz,
- Architektura krajobrazu,
- Organizacja reklamy,
- Ochrona środowiska,
- Fototechnika,
- Handlowiec,
- Specjalista ds. żywienia człowieka,
- Headhunter – konsultant ds. kariery[14].

## Kontrowersje
Serwis jest oskarżany o odpłatne usuwanie niepochlebnych opinii o pracodawcach, czemu firma zaprzecza. Według przedstawicieli portalu, jedyną postawą usunięcia treści na forum jest bezprawny (lub nieregulaminowy) charakter danej wypowiedzi. W usłudze „Złoty Profil VIP” firmy mają co prawda możliwość samodzielnego archiwizowania komentarzy, jednak każde takie działanie jest weryfikowane przez administratora.